# 決心 (原真祐美の曲)
「決心」（ケッシン）は、1983年3月21日に発売された原真祐美のデビューシングル。

## 解説
- 原真祐美のデビューシングルで、キャッチフレーズは『妹みたいじゃだめですか？』。日本コロムビア1983年イチオシ大型新人女性アイドル歌手であった。
- 第2回メガロポリス歌謡祭新人賞受賞曲
- オリコン101位〜200位の間を、約3か月間チャートインした隠れたロングセラーだった。

## 収録曲
- 全曲作詞：友井久美子／作曲・編曲：都倉俊一

1. 決心 (3分26秒)
2. ときめきING (2分54秒)